# Лоршки кодекс
Лоршкият кодекс (на латински: Codex Laureshamensis; на немски: Lorscher Codex) е манускрипт, създаден между 1170 и 1195 г. в импреското абатство Лорш на латински език. Той съдържа подробна история на манастира, книга от над 3800 документи и други. Написан е от монасите.
Днес кодексът се пази в държавната архива на град Вюрцбург под сигнатурата „Mainzer Bücher verschiedenen Inhalts, Nr. 72“.